# النهاية في غريب الحديث والأثر
النهاية في غريب الحديث والأثر هو كتاب ألفه مجد الدين المبارك بن محمد بن عبد الكريم الشيباني الجزري المعروف بابن الأثير لشرح الألفاظ الغريبة الواردة في الأحاديث، خصوصًا بعد دخول الأعاجم في الإسلام. قام فيه بدمج كتابين سابقين في هذا المجال، وأضاف إليهما.

## سبب تأليف الكتاب
ذكر ابن الأثير دافعه من تأليف هذا الكتاب في مقدمته. فأشار أنه لما وقف على كتابي الغريبين للهروي، وكتاب المجموع المغيث في غريبي القرآن والحديث لأبي موسى (المتمم لكتاب الهروي) رأى أن فيهما كلفة على طالب الغريب، خصوصًا أنَّهما مكونان من عدة مجلدات. فقرر جمعهما، وحذف غريب القرآن منهما.
وعندما كتب الكتاب وجد أنَّ الهروي وأبا موسى فاتهما الكثير، فتنبه لذلك، فقام مع اختصاره كتابيهما بالإضافة عليهما من غريب ما وجده في المجامع والسنن، مع بحثه عن شرحها في معاجم اللغة العربية وكُتب غريب الحديث.
فقال: «فرأيت أن أجمع ما فيهما من غريب الحديث مجردًا من غريب القرآن، وأضيف كل كلمة إلى أختها في بابها تسهيلًا لكلفة الطلب ... فوجدتهما قد فاتهما الكثير الوافر ... فتتبعتها واستقريت ما حضرني منها واستقصيت مطالعتها من المسانيد والمجاميع وكتب السنن والغرائب قديمها وحديثها وكتب اللغة على اختلافها فرأيت فيها من الكلمات الغريبة مما فات الكتابين كثيرًا فصدفت حينئذ على الاقتصار على الجمع بين كتابيهما، وأضفت ما عثرت عليه ووجدته من الغرائب».

## أهمية الكتاب
ذكر الدكتور علي بن عمر السحيباني أهمية الكتاب كالتالي:
1- يعتبر كتاب النهاية أجمع كتابٍ أُلف في غريب الحديث. وأكد على ذلك السيوطي.
2- ضبط وتهذيب ما كتب في كتابي الهروي وأبي موسى اللذين استند عليهما أساسًا.
3- يحتوي الكتاب إضافات عن الكتابين اللذين استند عليهما.
4- قام بترتيب الكتاب على الحروف الهجائية، مما يسهل الرجوع لغريب المعاني والألفاظ.

## منهج الكتاب

### منهج المؤلف في عرض الكتاب
- كتب ابن الأثير مقدمة ذكر فيها فضل علم الحديث ومعرفة معاني غريبه، والحاجة لذلك، خصوصًا بعد دخول الأعاجم في الإسلام.
ثم شرح فيها تدوين غريب الحديث، وتطور التأليف فيه.
ثم انتقل للحديث عن كتابه والهدف من تأليفه، ومنهجه الذي يسير عليه فيه.[3]
- رتب الكتاب على الحروف الهجائية: فبدأ بباب الهمزة مع التاء، حتى آخر الحروف. ثم الباء مع الهمزة حتى آخر الحروف، وهكذا.
- كان يشير لما نقله من كتاب الهروي بالحرف (هـ) ولما نقله من كتاب أبي موسى المديني بالحرف (س).[4]
- كان يحرص على ذكر أصل الكلمة بعد أن يوردها على ظاهر لفظها، ومثال ذلك كلمة (حِدَةٍ) في باب الحاء والدال، حيث قال في شرح حديث جابر رضي الله عنه في قصة دفن أبيه: (فجعلته في قبرٍ على حِدَةٍ). قال: وأصلها من الواو، فحذفت من أولها، وعوض منها في آخرها، ك (عِدَةٍ و (زِنَةٍ) من الوعد والوزن.[5]
- أحيانًا يرى بأن تصنيف الكلمة بناءً على ظاهر لفظها لا يغني عن ذكرها في موضعها الأصل، فيذكرها مرتين، مرة على اللفظ ومرة على حق اللفظ. ومن ذلك كلمة «أبض» فقال: المأبض: باطن الركبة ها هنا، وهو من الإباض: الحبل الذي يُشد به رسغ البعير... وسيجيء في حرف الميم.[6]
- عدم الاقتصار على الكلمات الغريبة فحسب، إنما كان يورد الكلمات التي قد يحصل فيها خلط نتيجة التصحيف، ومن ذلك ذكره لكلمة (زبل)، فقال: (الزبل: وهو بالكسر: السِّرجين، وبالفتح: مصدر زبلت الأرض: إذا أصلحتها بالزِبل) ثم قال: (وإنما ذكرنا هذه اللفظة مع ظهورها لئلا تُصحف بغيرها، فإنها بمكانٍ من الاشتباه).[7]
- عدم ذكر الحديث كاملًا: فهو يورد جزء الحديث الذي ورد فيه الغريب، وذلك بخلاف ما فعله من سبقه من كُتاب كتب الغريب.
- عمل ابن الأثير على التأكد من لفظ الحديث، وذلك برجوعه إلى مصادره.
- كان يتعرض أحيانًا لبعض المسائل الفقهية كالزكاة والحدود والبيوع وغيرها. ومن الأمثلة على ذلك قوله: (وفيه أنه نهى عن بيع الحصاة، هو أن يقول البائع أو المشتى: إذا نبذت إليك الحصاة فقد وجب البيع. وقيل: هو أن يقول: بعتك من السلع ما تقع عليه حصاتك إذا رميت بها...).[8]
- نسب الحديث إلى راويه في الغالب، أو من وقعت القصة معه أو أمامه. فمثلًا يقول «وفي حديث عمر» ذلك أنَّ القصة حصلت مع عمر.

### منهجه في شرح الغريب
كتاب ابن الأثير إنما هو تفسير وتوضيح لغريب حديث رسول الله ﷺ وآثار السلف. ولكن لم يقتصر على هذا، إنما شرح ألفاظًا غريبة وردت في القرآن والشعر، إلا أن تلك نسبتها قليلة نسبةً لغريب الحديث وآثار السلف. واتبع في ذلك ما يلي:
- شرح الحديث بالقرآن.
- شرح الحديث بالحديث: وهذا أكثر ما اعتمد عليه. ومن أمثلة ذلك حديث رسول الله ﷺ: «لا تؤبن فيه الحُرَمُ» أي لا تُذكر بقبيح، فشرحه بحديث حادثة الإفك: «أشيروا علي في أناس أبنوا أهلي».[9]
- شرح الحديث بأقوال الصحابة: وخصوصًا عبد الله بن عباس، وعلي بن أبي طالب، وعبد الله بن مسعود.
- شرح الحديث بأقوال اللغويين والشعر، ومنه حديث: «أنه سأل عاصم بن عدي عن ثابت بن الدحداح فقال: إنما هو أتىٌ فينا»، أي غريب. وشرحه ببيت الشعر:[10]

- شرح الألفاظ باختلاف لغة أهل العرب، فأحيانًا يشرح على لغة أهل مكة، وأحيانًا على لغة طيِّئ، وأحيانًا الأزد... إلخ.
- نقد لبعض ما ينقل، فلم يكن ينقل مجرد نقلٍ أصم، بل كان يقوم بترجيح بعض الآراء، وإضعاف أخرى، وتلميحٍ لرأيٍ في موضعٍ آخر.
- كان يتبع الأسلوب التالي:
- الاختصار.
- التفصيل.
- الاستقصاء: وهو على أنواع، فتارةً في الشرح اللغوي، وأحيانًا في بيان الأقوال الواردة في تلك الكلمة، أو الوجوه الواردة في معنى الكلمة.
- الإحالة.

### منهجه في ضبط الكلمات والحروف
1- ضبط الحروف: المقصد منه ضبط حروف الكلمة بعبارة توضحها وتبينها. كأن يقول: بالنون، أو بالدال المهملة، أو بالذال المعجمة. وذلك في ضبط حرفٍ واحد يكون به بيان الكلمة، وأحيانًا يحتاج لضبط أكثر من حرفٍ لبيان تلك اللفظة.
2- ضبط حركات الألفاظ: ومن صور هذا ما يلي:
- ذكره بعض أوصاف الكلمة: مثلًا يقول: بالمد والتشديد، أو بالمد والقصر.
- الضبط بالميزان الصرفي: كأن يقول: هذا على وزن تفعل، أو على وزن أفعلان.
- الضبط بالكلمة المعروفة الموافقة لها بالوزن: كأن يقول: أرب، بوزن علم. وفي الأرومة، قال بوزن أكولة. ومن حديث (من كذا وكذا إلى عدنِ أبيَنَ) فقال: (أبين بوزن أحمر...).
- وصف حركة الحرف: كأن يقول: بكسر السين، أو بفتح الصاد. ومن أمثلة ذلك حديث النخمي (أن جارية زنت فجلدها خمسين وعليها إتبٌ وإزار) فقال بعده: (الإِتبُ بالكسر: بردة تشق فتلبس من غير كمين ولا جيب...).

### منهجه في الاستشهاد
كان المؤلف يدرج الأقوال، ويرجح أحدها، لكن دون دعم قوله بشواهد تقويه. بينما يستخدم الشواهد في بعض المواضع لتأكيد صحة معنى أو بيان أصل كلمة، أو غير ذلك، ومن مصادر تلك الشواهد:
- القرآن الكريم.
- الحديث.
- أقوال الصحابة.
- الأشعار.
- الأمثلة.

### منهجه في علوم الحديث
فكان يعكف على مايلي:
- الناسخ والمنسوخ.
- الجرح والتعديل.
- الإدراج: وذلك في موضعٍ واحد من الكتاب، وهو في الجزء الثالث، في حديث ((ما فينا إلا من هم أو لم إلا يحيى بن زكريا)) فقال بعده: (وقيل إنَّ قوله: «وما منا إلا» من قول ابن مسعود أدرجه في الحديث).[12]
- الحديث المضطرب: وذلك في موضعٍ واحد من الكتاب في المجلد الثاني، في حديث ((من قطع سدرة صوب الله رأسه في النار)).[13]